# Hervormde Kerk (IJsselstein)
De Hervormde Kerk of Oude Sint-Nicolaaskerk in IJsselstein is
een gotische kerk, die in 1310 gesticht werd. De toren van de kerk werd
rond 1535 gebouwd in renaissancestijl, wat voor de noordelijke Nederlanden uniek was in die tijd. Het bouwwerk staat in de 'Top 100 van de Rijksdienst voor de Monumentenzorg' uit 1990.

## Geschiedenis
De Sint-Nicolaaskerk werd gesticht door Gijsbrecht van Amstel en in 1310 ingewijd door de bisschop van Utrecht, Gwijde van Avesnes. Hiermee verloor de kerk van Eiteren zijn rechten als kerspelkerk.
In 1398 werd de St. Nicolaaskerk verheven tot kapittelkerk, met acht
kanunniken.
De toren van de kerk werd in 1532-1535 gebouwd in opdracht van de heer van IJsselstein, Floris van Egmond. Deze was bij een bezoek aan het keizerlijke hof in Aken onder de indruk geraakt van de nieuwe mode in de architectuur, waarbij werd teruggegrepen op de klassieke vormen en verhoudingen. Zo liet hij de nieuw te bouwen kerktoren ontwerpen door de Italiaanse architect Alessandro Pasqualini. Daar in die tijd opmerkelijk waren de Dorische, Ionische, Korinthische pilasters die de toren sieren. Pasqualini volgde exact Cesariano's voorschriften en zette hiermee het oudste voorbeeld van renaissance-bouwkunst in de noordelijke Nederlanden neer.
In 1568 brandde de torenspits af nadat de bliksem er was ingeslagen. Na enkele mislukte pogingen tot restauratie werd pas in 1632-1635 de spits herbouwd. Er was al wel een uurwerk geplaatst.
Inmiddels was de kerk overgegaan naar de protestanten, in 1577, waarbij altaren en beelden niet werden gespaard.
In 1911 raakten kerk en toren zeer zwaar beschadigd door brand. Van het interieur bleef weinig over; noch het orgel (1749), noch de kansel (1622) werden gespaard.
De torenspits werd in 1921-1923 vervangen door een spits in Amsterdamse-Schoolstijl, naar een ontwerp van Michel de Klerk.
Na de bouw in de 19e eeuw van de katholieke Sint-Nicolaasbasiliek werd de Sint-Nicolaaskerk ook wel Oude Sint-Nicolaaskerk genoemd.

## Graven
In de kerk bevinden zich de graftombe van de heren van IJsselstein en het praalgraf van Aleida van Culemborg, echtgenote van Frederik van Egmond.

## Afbeeldingen

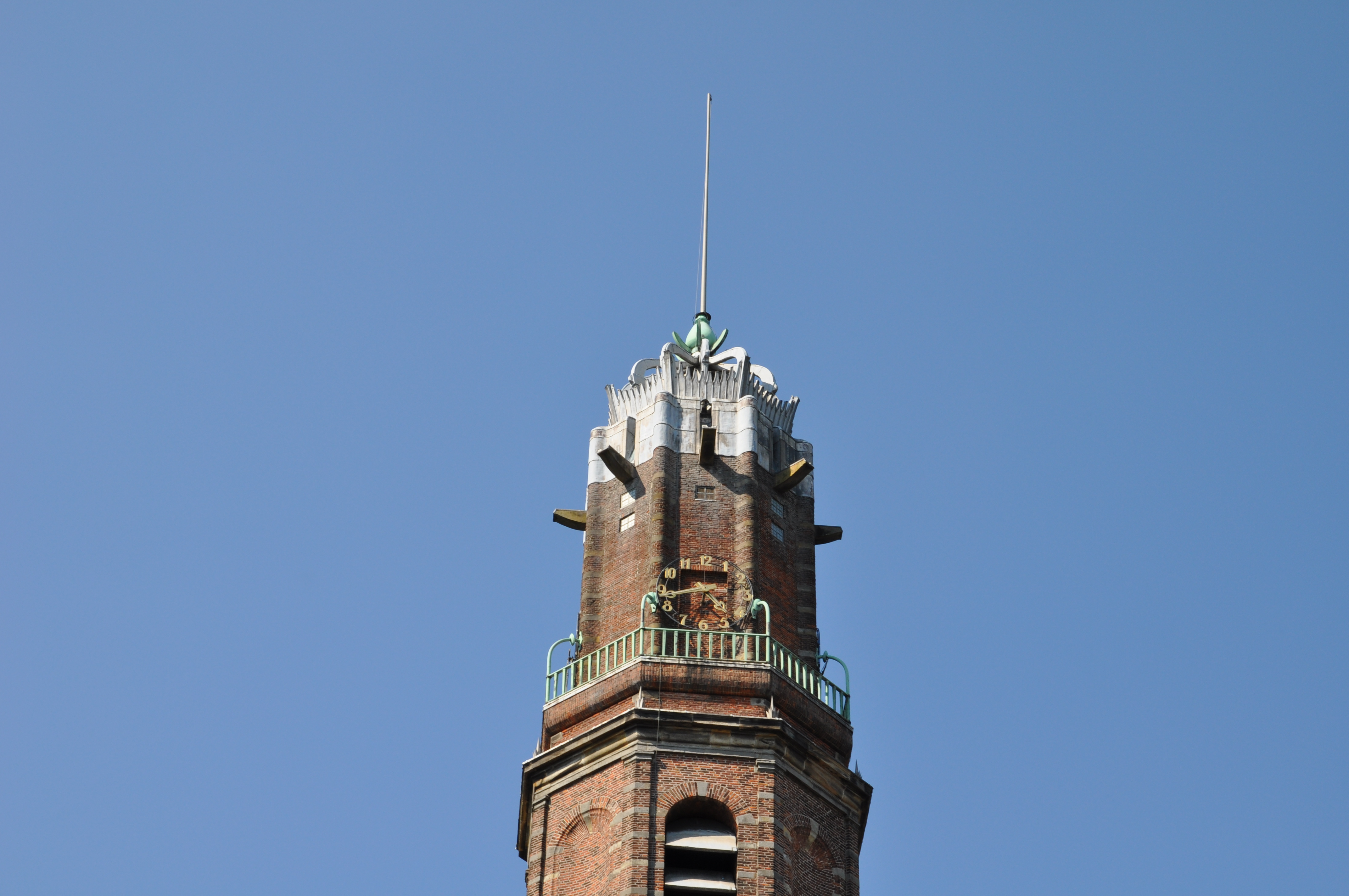
Torenspits in Amsterdamse School-stijl
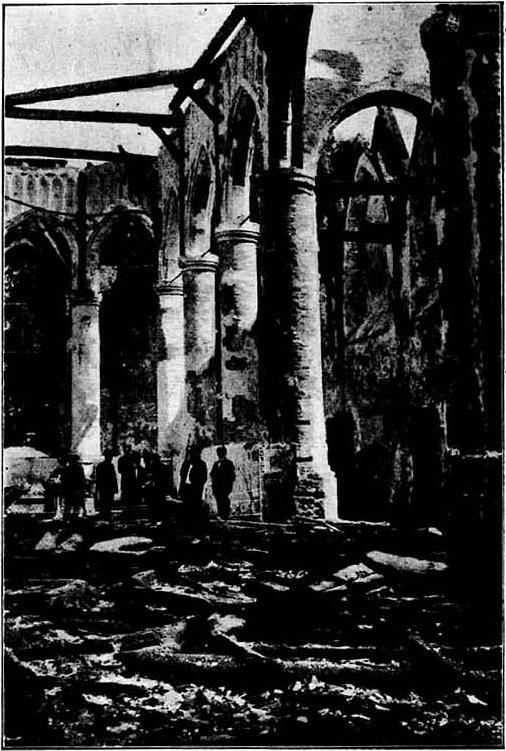
Na de brand van 1911
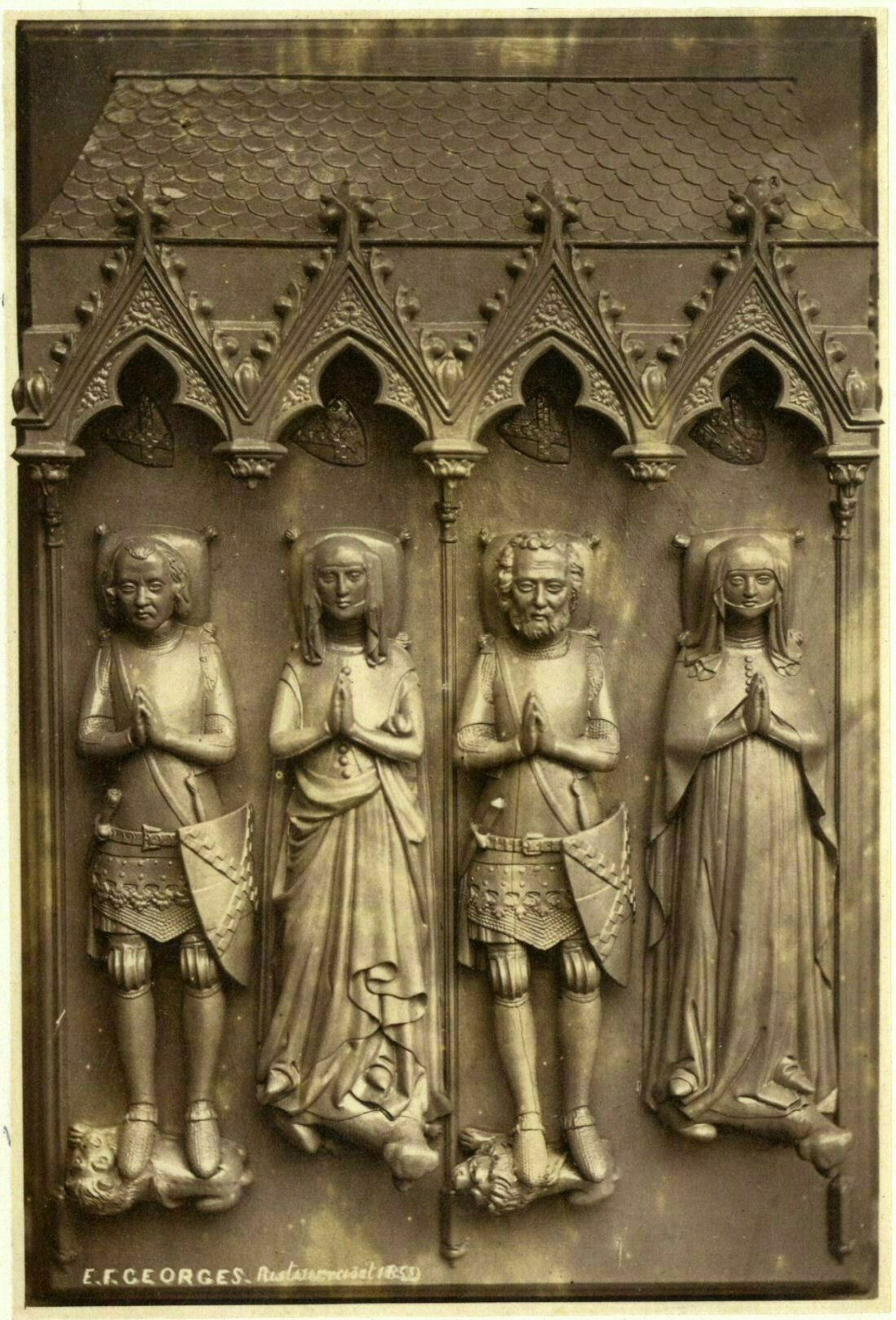
Graftombe van de heren van IJsselstein